# Schlacht bei Regensburg
Sacile – Teugn-Hausen – Weichselfeldzug – Raszyn – Abensberg – Landshut – Eggmühl – Regensburg – Neumarkt – Ebelsberg – Piave – Aspern – Sankt Michael – Stralsund – Bergisel – Raab/Győr – Graz – Wagram – Korneuburg – Stockerau – Gefrees – Hollabrunn (Schöngrabern) – Znaim – Walcheren–Schlacht an der Baskischen Reede

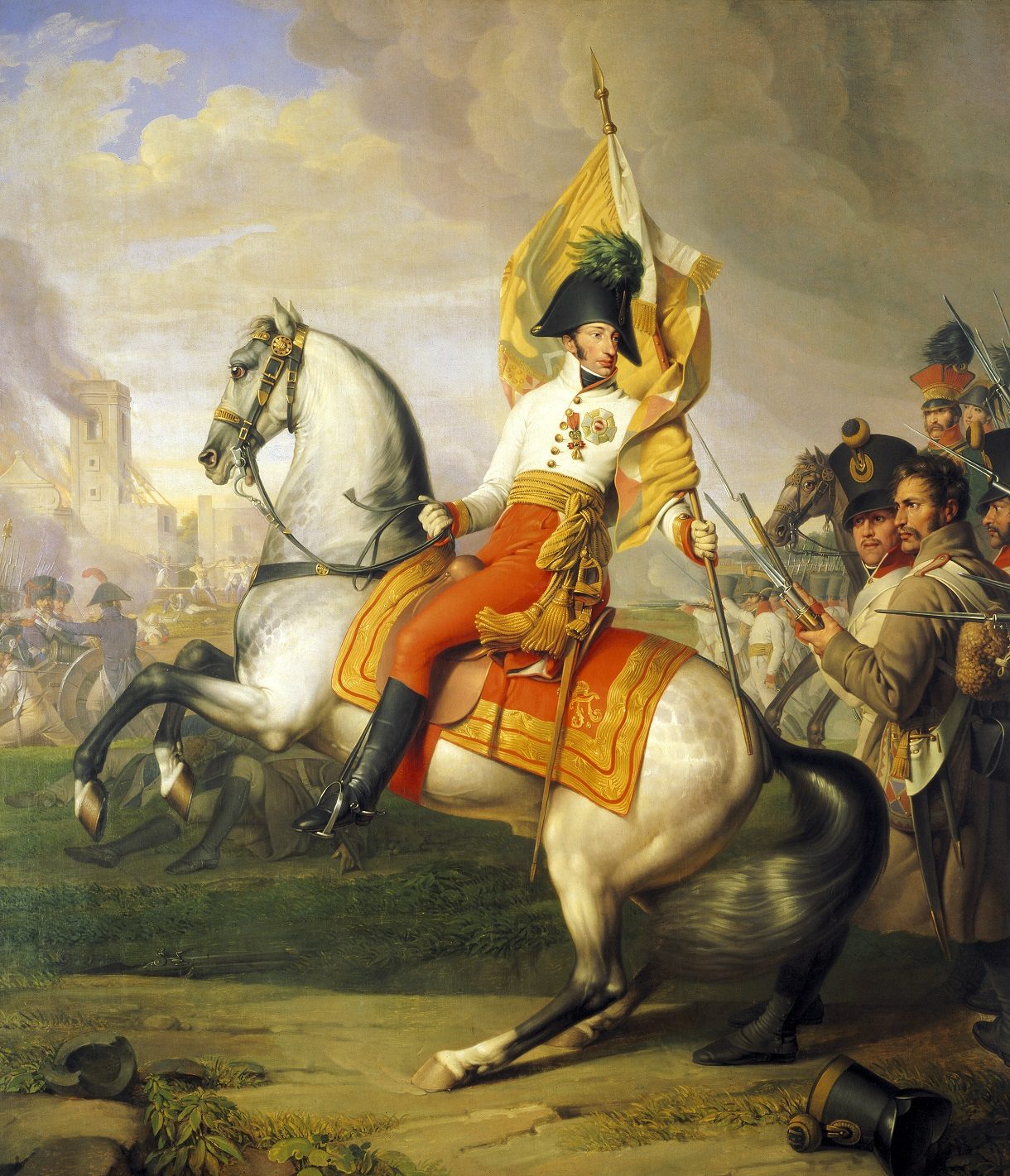
Erzherzog Karl, Generalissimus des österreichischen Heeres 1809, Gemälde von Johann Peter Krafft (1780–1856)

Die Schlacht bei Regensburg ist eine zusammenfassende Bezeichnung für eine Reihe zusammenhängender Gefechte und Schlachten im fünften Koalitionskrieg zwischen dem 19. und 23. April 1809. Im Verlauf dieser Kämpfe am Beginn des österreichisch-französischen Krieges von 1809 wurde die österreichische Armee von französisch geführten Truppen der Staaten des Rheinbundes unter Führung von Kaiser Napoleon I. entscheidend geschlagen und musste daraufhin nach Österreich zurückweichen. Im Verlauf der Kämpfe kam es zu größeren Gefechten bei Arnhofen und Offenstetten, Kirchdorf, Siegenburg, Rohr, Rottenburg, Pfeffenhausen, Pfaffenhofen an der Ilm, Peising Langquaid, Thann, Teugn, Dünzling und Hausen (siehe Schlacht bei Teugn-Hausen), Landshut, Eggmühl und Regensburg.
Da diese Gefechte räumlich zwar weit verteilt, aber zum Teil gleichzeitig stattfanden, eng zusammenhingen und sich gegenseitig bedingten und beeinflussten, können sie nicht voneinander getrennt beschrieben werden. Der französische General Pelet, der an den Kämpfen selbst teilnahm, bezeichnete sie als „komplizierte fünftägige Schlacht“ südlich der Donau. In der deutschsprachigen Literatur werden die Gefechte deshalb meist zusammenhängend als „Feldzug von Regensburg“ dargestellt. Die Schlacht von Abensberg am 20. April 1809 und die Schlacht von Eggmühl am 22. April waren die größten Einzelgefechte im Verlauf des Feldzuges. Das Ende des Feldzuges war die Erstürmung der Stadt Regensburg am Abend des 23. April. Dabei kam es auch zur Beschießung der bayerischen Kleinstadt Stadtamhof durch österreichische Artillerie und zu Straßenkämpfen, in deren Folge Stadtamhof völlig zerstört wurde. In den Darstellungen, die diese Gefechte getrennt beschreiben bzw. auflisten, wird häufig ausschließlich dieser abschließende Kampf um die Städte Regensburg und Stadtamhof, sowie der Kampf um die Steinerne Brücke verbunden mit dem Übergang über die Donau als die Schlacht von Regensburg bezeichnet.

## Vorgeschichte

### Politische Vorgeschichte
Nach dem Frieden von Tilsit befanden sich nur noch Frankreich und Großbritannien miteinander im Krieg. Als dann der Aufstand gegen die französische Herrschaft in Spanien 1808 für manche überraschend sichtbar machte, dass das französische Heer keineswegs unbesiegbar war, versuchte Österreich, das die Niederlage von 1805 und die schmerzlichen Friedensbedingungen keineswegs vergessen hatte, seine fast abgebrochenen Kontakte mit England wieder neu zu beleben. Infolgedessen eskalierten bald wieder die diplomatischen Spannungen zwischen Österreich und Frankreich, die in Paris noch durch Agentenberichte verstärkt wurden, nach denen in der Adria der Handel mit englischen Waren (siehe Kontinentalsperre) keineswegs so streng eingeschränkt war wie von Napoleon gefordert und im Hafen von Triest sogar Schiffe mit spanischer Flagge anlegen durften.
Die Spannungen wurden auf dem Kongress von Erfurt öffentlich sichtbar. Während einer feierlichen Audienz am 15. August 1808, auf der Kaiser Napoleon eigentlich ganz Europa seinen „Friedenswillen“ demonstrieren wollte, erklärte er dem österreichischen Botschafter Metternich in kränkender Form seinen „Unmut“ über Österreich. Beim Abschluss des Kongresses überreichte er dem österreichischen Bevollmächtigten, General Vincent, einen Brief an Kaiser Franz, in dem er diesen eindringlich vor jedem Schritt warnte, der „seine Besorgnis erwecken“ oder der einer „Diversion zu Gunsten Großbritanniens ähnlich sehen könnte“. Kurz darauf brach Napoleon nach Spanien auf, um dort mit 300.000 Mann den Aufstand gegen die französische Herrschaft niederzuschlagen (siehe Napoleonische Kriege auf der Iberischen Halbinsel). Als dort aber der erhoffte schnelle Erfolg ausblieb, mehrten sich auch in Mitteleuropa die Zeichen für einen erneuten Krieg. Daher kehrte Napoleon im Januar vorzeitig nach Paris zurück und forderte die mit ihm im Rheinbund militärisch verbündeten Fürsten auf, gemäß der Rheinbundakte ihre Truppenkontingente bereitzuhalten, die sie im Kriegsfall zu stellen hatten, um Frankreich zu unterstützen. Von dieser Forderung war auch Regensburg betroffen, denn mit seinem damaligen Landesherren Karl Theodor von Dalberg war auch das Fürstentum Regensburg Mitglied im Rheinbund und damit Napoleon zum Beistand verpflichtet.

### Truppenaufstellungen
Nach der Reorganisation des Heeres, die der österreichische Erzherzog Karl nach der Niederlage von 1805 durchgeführt hatte, besaß das österreichische Heer im Februar 1809 eine Stärke von insgesamt etwa 330.000 bis 340.000 Mann. Die österreichische Hauptarmee, mit der Erzherzog Karl als Generalissimus in Bayern einmarschieren sollte, besaß eine Stärke von etwa 200.000 Mann und war in sechs Armeekorps untergliedert. Absicht des Erzherzogs war es, die französische „Armee in Deutschland“ (auf Französisch „Armée d’Allemagne“) unter Marschall Davout zu schlagen, bevor Napoleon mit frischen Truppen den Rhein überqueren konnte. Allerdings vollzogen sich Vorbereitung und Aufmarsch des österreichischen Heeres, das noch nicht vollständig auf Etatstärke gebracht worden war, so langsam, dass die dadurch vorgewarnte französische Armee ausreichend Zeit fand, sich in Süddeutschland zu konzentrieren. Dies wiederum erzwang eine Änderung der österreichischen Pläne, so dass es schließlich sogar fast Mitte April wurde, bis es mit knapp 150.000 Mann den Inn unter der Führung von Erzherzog Karl überschreiten konnte. Weitere 50.000 Mann marschierten unter der Führung von General der Kavallerie Graf Bellegarde in die Oberpfalz ein.
Auf der anderen Seite hatte die französische Armee in Deutschland (siehe Hauptartikel Grande Armée) im März 1809 eine Stärke von rund 140.000 Mann. Hinzu kamen noch die Truppenkontingente (115.000 Mann), welche die Rheinbundstaaten im Kriegsfall an Kaiser Napoleon zu stellen hatten. Zu diesem Zeitpunkt befanden sich allerdings noch weitere Truppen auf dem Marsch nach Bayern, die jedoch erst nach dem Kriegsausbruch ihre vorgegebenen Ziele erreichten. Während des Aprils wurde bei Hanau schließlich noch ein besonderes Armeekorps zusammengestellt, das kurz darauf unter General Junot als „Observationkorps an der Elbe“ die Deckung des Königreichs Westphalen gegen Preußen übernahm.
Da im Frühjahr 1809 ein großer Teil des französischen Heeres in den Krieg in Spanien verwickelt war, bestand die Armee, die Napoleon im April in Süddeutschland versammelt hatte, zu einem großen Teil aus Truppen der Rheinbund-Staaten.
- Das 7. Armeekorps unter Marschall Lefebvre rekrutierte sich aus den drei bayerischen Divisionen (32.000 Mann) und das 8. Armeekorps unter Marschall Augereau bestand zu Beginn des Krieges nur aus der württembergischen Division (13.000 Mann) unter General Vandamme.
- Das 4. Armeekorps unter Marschall Massena, der über vier Divisionen verfügte, setzte sich zu einem beträchtlichen Teil aus dem badischen, nassauischen und hessischen Kontingent zusammen.
- Auch das 3. Armeekorps von Marschall Davout, der bisherige Kern der „Armée d’Allemagne“, besaß neben drei französischen Divisionen auch eine Division aus Truppen der kleinen Rheinbundfürsten.[28]
- Am 9. April 1809, dem Tag der österreichischen Kriegserklärung, verfügte Kaiser Napoleon in Bayern zwischen Augsburg und Amberg über ein einsatzbereites Heer von 198.000 Mann mit 330 Geschützen.
- In dieser Gesamtzahl sind somit die französischen und die Rheinbund-Truppen in Norddeutschland, in Sachsen, in den preußischen Festungen oder im Herzogtum Warschau nicht mit einberechnet.[30][31]

### Militärische Vorgeschichte

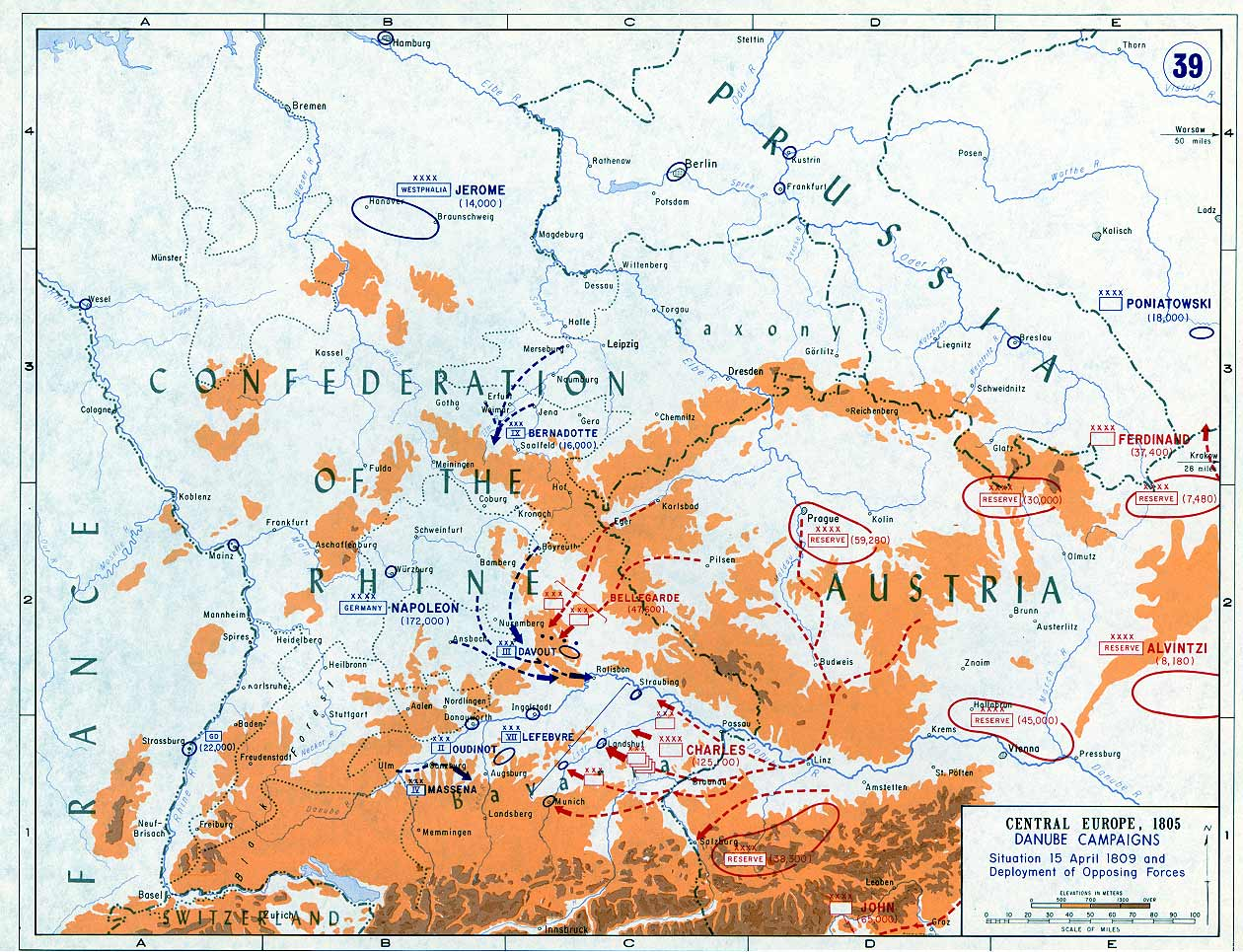
Aufmarsch der österreichischen und der französischen Armee bis Mitte April 1809

Mit der Überquerung des Inns durch die österreichische Armee am 10. April 1809 begann der Krieg zwischen Österreich und Frankreich. Kurz darauf kam es am 16. April zum ersten größeren Gefecht des Krieges bei Landshut (siehe Schlacht von Landshut) mit der bayerischen Division Deroy. Nach dem Gefecht von Landshut ließ der österreichische Generalissimus seine Armee nach Nordwesten einschwenken, um die Donau zwischen Vohburg und Kelheim zu überqueren. Er wollte damit nicht nur die Vereinigung der französischen Armeekorps in seiner Flanke verhindern, sondern sich nördlich der Donau mit den österreichischen Truppen unter
Feldmarschalleutnant (FML) Bellegarde vereinen, die von Böhmen her in die Oberpfalz vorgedrungen waren.
Mittlerweile war Kaiser Napoleon aus Paris herbeigeeilt und hatte am 16. April persönlich den Oberbefehl über die „Armee von Deutschland“ übernommen. Durch aufgefangene Depeschen war dem französischen Hauptquartier inzwischen bekannt, dass Erzherzog Karl die Absicht habe, zwischen etwa Ingolstadt und Regensburg die Donau zu überschreiten und dann in Richtung Franken oder Württemberg vorzustoßen. Kaiser Napoleon, davon auf das Höchste alarmiert, koordinierte nun mit scharfen Maßnahmen die bis dahin unter der Leitung von Marschall Berthier etwas unsicheren Bewegungen seiner Armeekorps, die es dem Gegner ermöglicht hatten, bei Kelheim eventuell die Donau zu überschreiten und von dort aus vielleicht sogar bis zum Rhein vorzustoßen. Binnen kurzer Zeit gelang es Napoleon, der sein Hauptquartier in Ingolstadt aufschlug, einen großen Teil seiner Armee zwischen Kelheim und Neustadt an der Donau zu versammeln. Gleichzeitig entsandte er das Armeekorps von Massena nach Freising und das von Oudinot nach Pfaffenhofen, mit dem Auftrag, den Österreichern möglichst bei Landshut den Rückzug zu verlegen.
Während Napoleon somit nach seiner Ankunft begann, seine Armee an der Abens zu sammeln, gab die österreichische Armee die Konzentration auf, die sie bis dahin besessen hatte. So war noch am 18. April geplant gewesen, dass die um Rohr (zwischen Abensberg und Rottenburg) stehende Armee die bayerischen und württembergischen Truppen bei Neustadt an der Donau angreifen sollte, als im österreichischen Hauptquartier bekannt wurde, Marschall Davout stünde mit seinem (zu diesem Zeitpunkt) etwa 60.000 Mann starken Armeekorps bei Regensburg. Er befände sich damit nicht nur zwischen der österreichischen Hauptarmee und den beiden Armeekorps in der Oberpfalz, sondern auch isoliert von der französischen Hauptarmee. Obwohl diese Meldung nicht mehr stimmte, als sie im österreichischen Hauptquartier eintraf, veranlasste sie Erzherzog Karl, auf den sofortigen Angriff auf die bayerische Armee an der Abens zu verzichten und stattdessen nach Regensburg zu marschieren, um Davout den Rückzug abzuschneiden und den Kontakt zu den österreichischen Truppen in der Oberpfalz nördlich der Donau herzustellen.

## Die Kämpfe zwischen dem 19. und 23. April
Da es sich bei den Kämpfen zwischen Landshut und Regensburg nicht um eine einzelne, bewusst herbeigeführte Schlacht handelt, sondern zunächst nur um eine unvermutete Begegnung zweier großer, aber in unterschiedlichen Richtungen marschierender Heere, kam es in der Folge zu zahlreichen einzelnen Gefechten, die sich an unterschiedlichen Orten teilweise gleichzeitig abspielten und deshalb von den jeweiligen Oberfeldherrn nur sehr bedingt gesteuert werden konnten. Das erste Gefecht der fünftägigen Kämpfe fand allerdings bereits am späten Nachmittag des 18. Aprils in der Nähe von Pfaffenhofen an der Ilm statt, wo sich die Vorhut von General Oudinot mit der Nachhut von Feldmarschalleutnant (FML) Hiller ein Gefecht lieferten.

### 19. April: Hausen
Am Morgen des am 19. Aprils marschierten zwei österreichische Armeekorps mit ihrer Reserve in drei getrennten Kolonnen in Richtung Regensburg (zusammen etwa 55.000 Mann). Zur Sicherung der linken Flanke, d. h. gegen die Bayern und die in Anmarsch befindlichen Württemberger, blieben zwei Armeekorps zurück, die dadurch jedoch immer weiter von der „Hauptarmee“ getrennt wurden. Erzherzog Ludwig stand mit seinem schwachen Armeekorps bei Siegenburg und wartete auf das Armeekorps von FML Hiller, der sich noch auf dem Marsch von Moosburg an der Isar nach Mainburg befand, wo es spät am Abend ankam. Der Oberbefehl über die Armeekorps des linken Flügels wurde FML Hiller anvertraut. Inzwischen zog Napoleon seine Armee immer mehr in der Gegend von Neustadt an der Donau zusammen, weil er noch immer erwartete, dass dort die Österreicher den Übergang über die Donau erzwingen wollten.

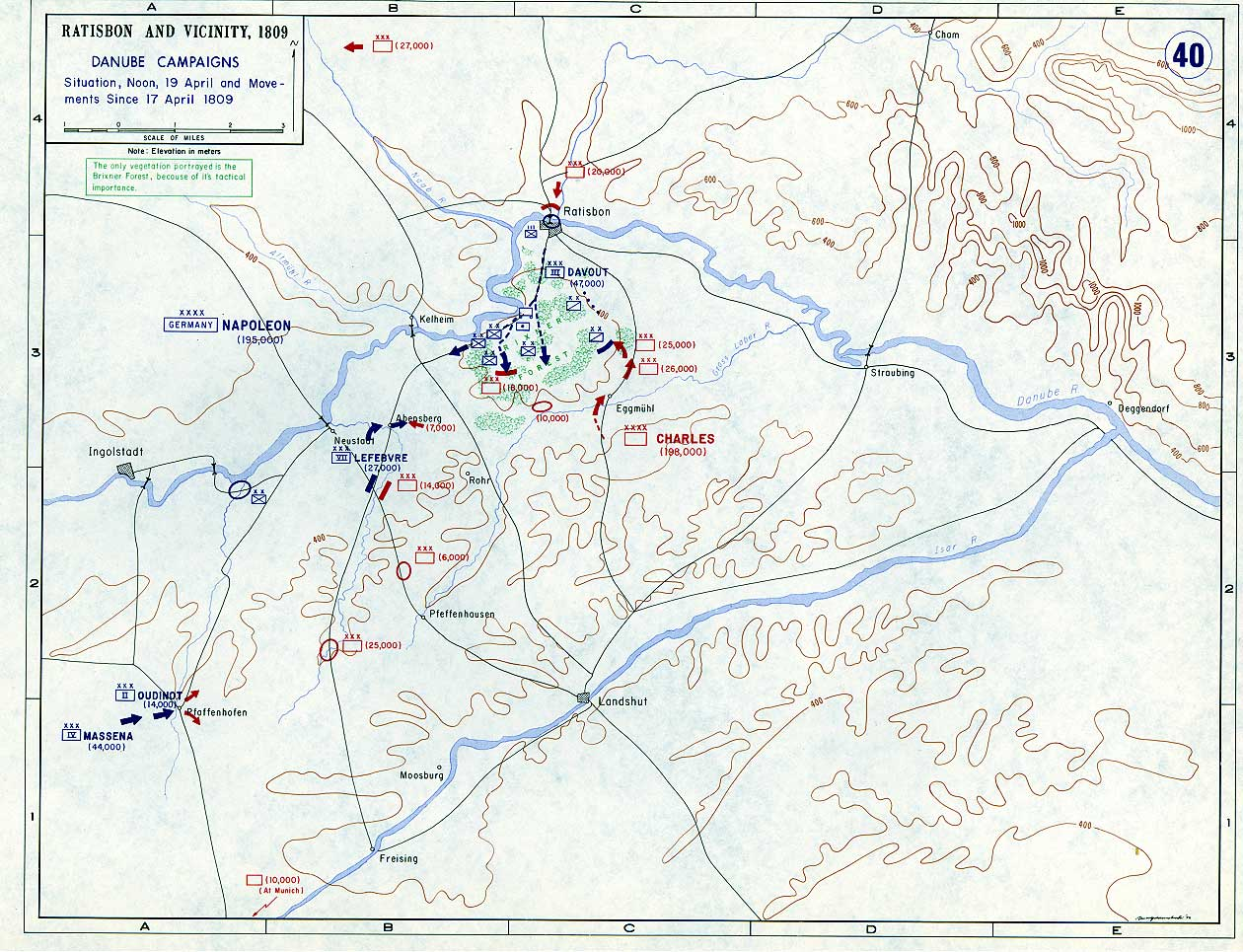
Lage vor der Gefechten bei Hausen am 19. April

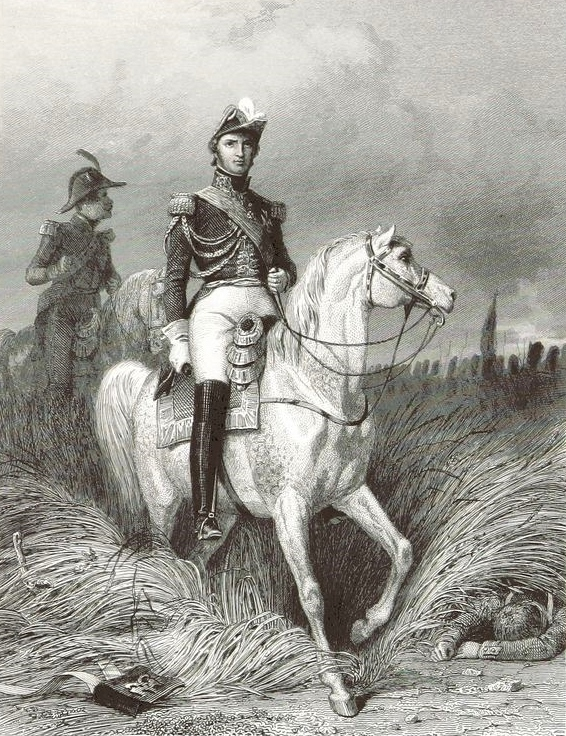
Marschall Davout, Herzog von Auerstedt, Führer des linken französischen Flügels zwischen dem 19. und 23. April 1809, Stahlstich von Paul Girardet (1837)

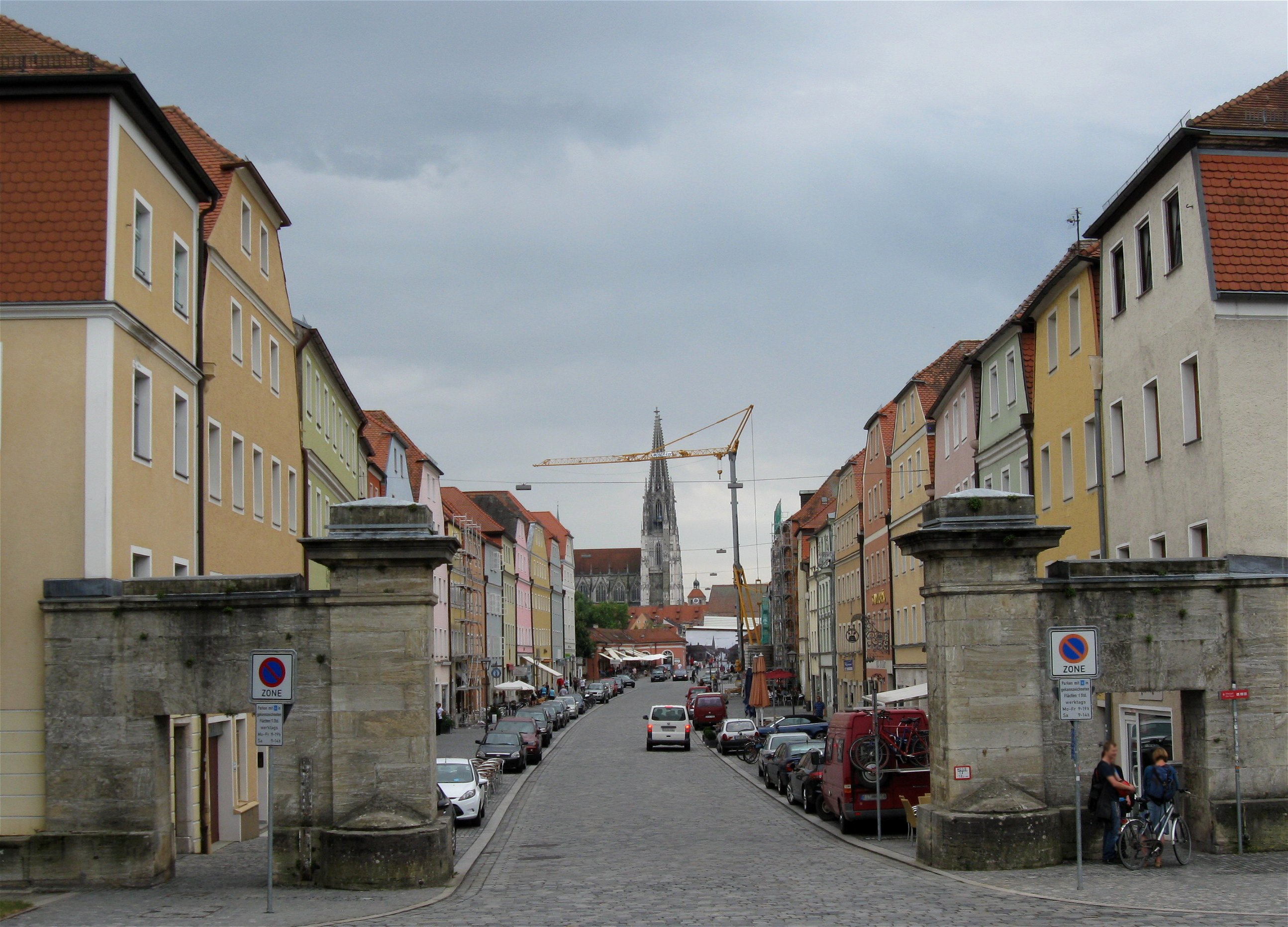
Blick durch das nördliche Stadttor von Stadtamhof auf die Steinerne Brücke

Am Morgen dieses Tages begannen die ersten Kämpfe fast gleichzeitig bei Peising oberhalb von Bad Abbach und bei Dünzling (etwa 16 km südlich von Regensburg), wo vorausgeschickte österreichische Patrouillen überraschend auf französische Kolonnen stießen. Es handelte sich um Teile des Armeekorps von Davout, den Napoleon nach Neustadt an der Donau beordert hatte. Wenig später entwickelte sich daraus ein lebhaftes Gefecht bei Schneidhart (nördlich von Langquaid), wo das österreichische IV. Armeekorps unter FML Fürst Rosenberg auf die verstärkte Division von General Montbrun traf und nach einem kurzen Gefecht nach Dünzling zurückwarf. Durch seine Vorhuten rechtzeitig gewarnt, stellte weiter westlich Marschall Davout sich mit zwei seiner Divisionen auf dem bewaldeten Höhenrücken nördlich von Hausen (dem Kühberg) auf und ließ auch die vorgelagerte Ortschaft besetzen, wodurch er in einer gesicherten Position die Ankunft des österreichischen III. Armeekorps unter Prinz Hohenzollern abwartete, das am Morgen eine starke Nachhut bei Abensberg zurückgelassen hatte. Inzwischen konnten die übrigen Truppen von Davout entlang der Donau weiter nach Abensberg marschieren, wo sie sich mit den bayerischen Divisionen vereinten. Gegen 11 Uhr traf FML Prinz Hohenzollern mit vier Brigaden bei Hausen ein und ließ den Ort angreifen, den die Österreicher bald einnahmen. Anschließend scheiterte aber ein dreimaliger Sturmversuch auf den bewaldeten Höhenrücken nördlich des Ortes, zumal im dichten Wald die Artillerie kaum eingesetzt werden konnte. Obwohl die Österreicher zum Teil schon den jenseitigen Waldrand erreicht hatten, kamen sie dann nicht mehr weiter. Davout brachte dagegen immer mehr frische Truppen zum Einsatz, die er vom Marsch nach Abensberg zurückrief. Auch Erzherzog Karl musste zusätzliche Verstärkungen herbeirufen, darunter auch Truppen aus dem Korps von Fürst Rosenberg, der seine Angriffe bei Dünzling deshalb nicht nur einstellen, sondern am Abend auch das Dorf wieder räumen musste, das er General Montbrun „abgenommen“ hatte.
Als gegen 18 Uhr ein heftiger Gewittersturm und ein Wolkenbruch die Kämpfe nördlich von Hausen beendete, waren die Österreicher im Besitz der Südseite des Höhenrückens, die Franzosen standen auf dessen Nordseite, nur durch einen schmalen Waldstreifen von „etwa 500 Schritt“ voneinander getrennt. Während der Nacht ließ Prinz Hohenzollern das Dorf Hausen jedoch räumen und zog sich auf die Höhen bei Grub (südöstlich von Hausen, nördlich von Langquaid an der Großen Laaber) südlich des Ortes zurück. Der Kampf um Hausen, bei dem sich etwa 25.000 Franzosen und 17.000 Österreicher gegenübergestanden hatten, forderte auf österreichischer Seite rund 520 Gefallen und 2400 Verwundete, 680 Mann gerieten in französische Gefangenschaft. Der freiwillige Rückzug auf die Höhen über der Großen Laaber war zur Sicherheit seiner Truppen zwar wohl begründet, aber dadurch leitete Prinz Hohenzollern unwissentlich den ersten Schritt zur Trennung der beiden Flügel des österreichischen Heeres ein. Wegen des nächtlichen österreichischen Rückzuges wird der Kampf bei Hausen in der französischen Literatur durchgehend als „großer Sieg“ von Marschall Davout gewertet.
Bei seinem Abzug aus Regensburg hatte Marschall Davout ein Infanterieregiment in Regensburg zurückgelassen, um die Stadt und die Steinerne Brücke über die Donau möglichst lange zu blockieren. Am Nachmittag des 19. Aprils erreichte das österreichische II. Armeekorps unter Feldzeugmeister Graf Kollowrat, das vom Norden her durch den Böhmer Wald in die Oberpfalz vorgedrungen war, die Ortschaft Stadt am Hof am nördlichen Ufer der Donau gegenüber von Regensburg am Südufer der Donau. Eine österreichische Vorhut unter FML Klenau erstürmte schon nach kurzer Zeit die französischen Verschanzungen auf dem Dreifaltigkeitsberg oberhalb von Stadt am Hof und erreichte fast gleichzeitig mit den abwärts flüchtenden französischen Truppen das nördliche Stadttor von Stadt am Hof das den Weg durch die Stadt zur Steinernen Brücke über die Donau blockierte. Nach schwerem Beschuss konnten die österreichischen Angreifer durch das Tor in die Stadt eindringen, mussten aber nach einem mit den französischen Truppen erbittert geführten Straßenkampf den Rückzug antreten. Dadurch blieb die Ortschaft am Nordufer der Donau weiterhin im Besitz der Franzosen.
Am gleichen Tag gegen Mittag marschierten im Süden von Regensburg an der Abens französisch-bayerische Truppen unter Marschall Lefebvre durch Abensberg, wo sie wenig später bei Arnhofen mit den ersten aus Regensburg herankommenden französischen Truppen von Marschall Davout zusammentrafen. Die auf den Höhen östlich von Abensberg zurückgeblieben österreichischen Bataillone, die zum Armeekorps von Prinz Hohenzollern gehörten, suchten zunächst nach Kräften den Abmarsch ihrer Armee nach Regensburg zu „maskieren“. Das gelang ihnen zunächst auch gut, bis sie dann gegen Abend allmählich über Offenstetten nach Kirchdorf zurückgedrängt wurden. Dort kamen ihnen Truppen des Armeekorps von Erzherzog Ludwig zu Hilfe, was die französisch-bayerischen Truppen wieder nördlich nach Biburg zurückwarf. Das Ergebnis des Tages war, dass die Hauptquartiere der beiden Armeen noch immer nicht genau wussten, wo sich die feindliche „Hauptarmee“ aufhielt. Allerdings hatte nun Marschall Davout mit den französischen Truppen wieder Anschluss gefunden an die französischen Hauptarmee.

### 20. April: Abensberg

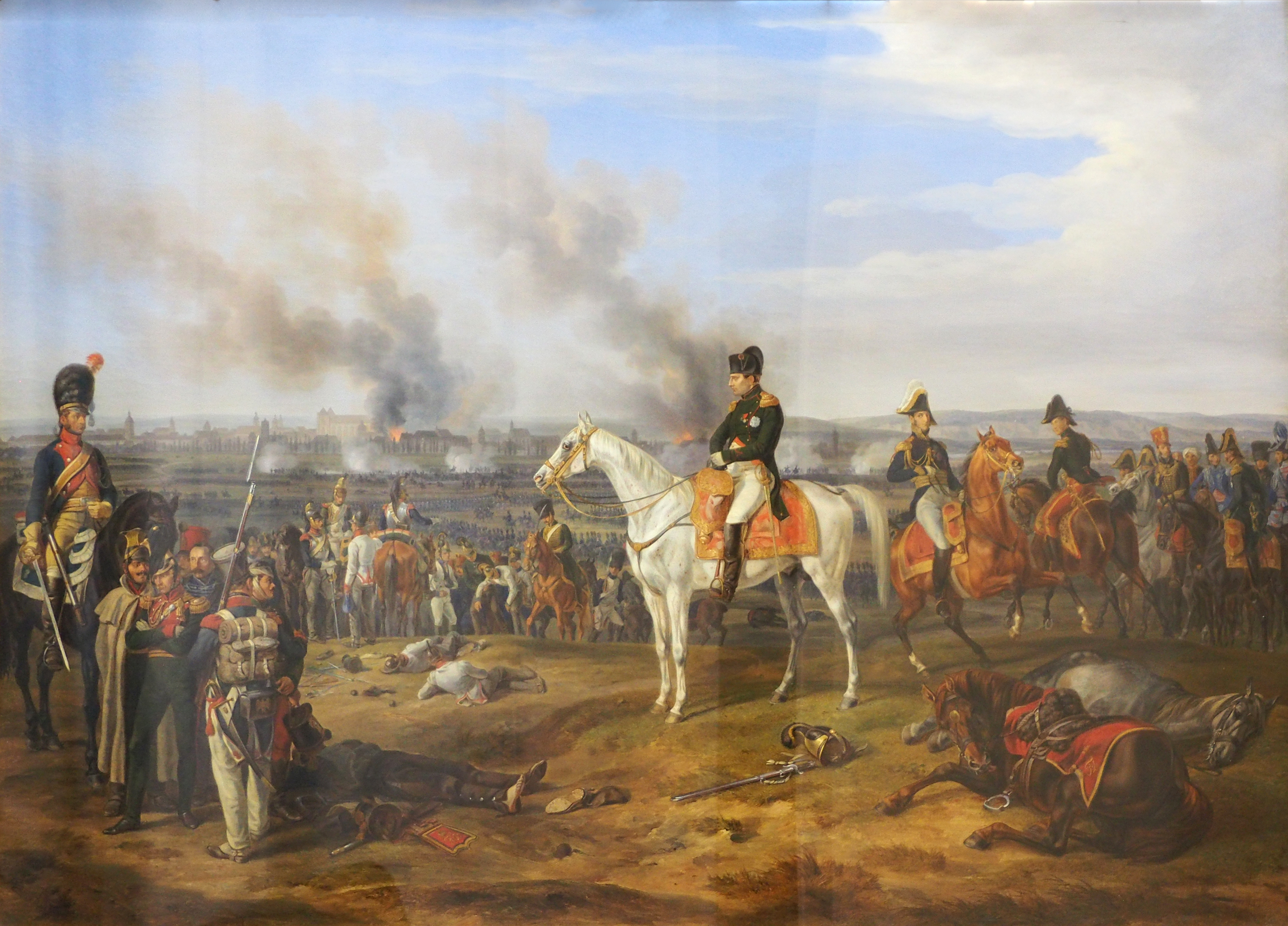
Napoleon I. vor Regensburg von Albrecht Adam Niedersächsisches Landesmuseum Hannover

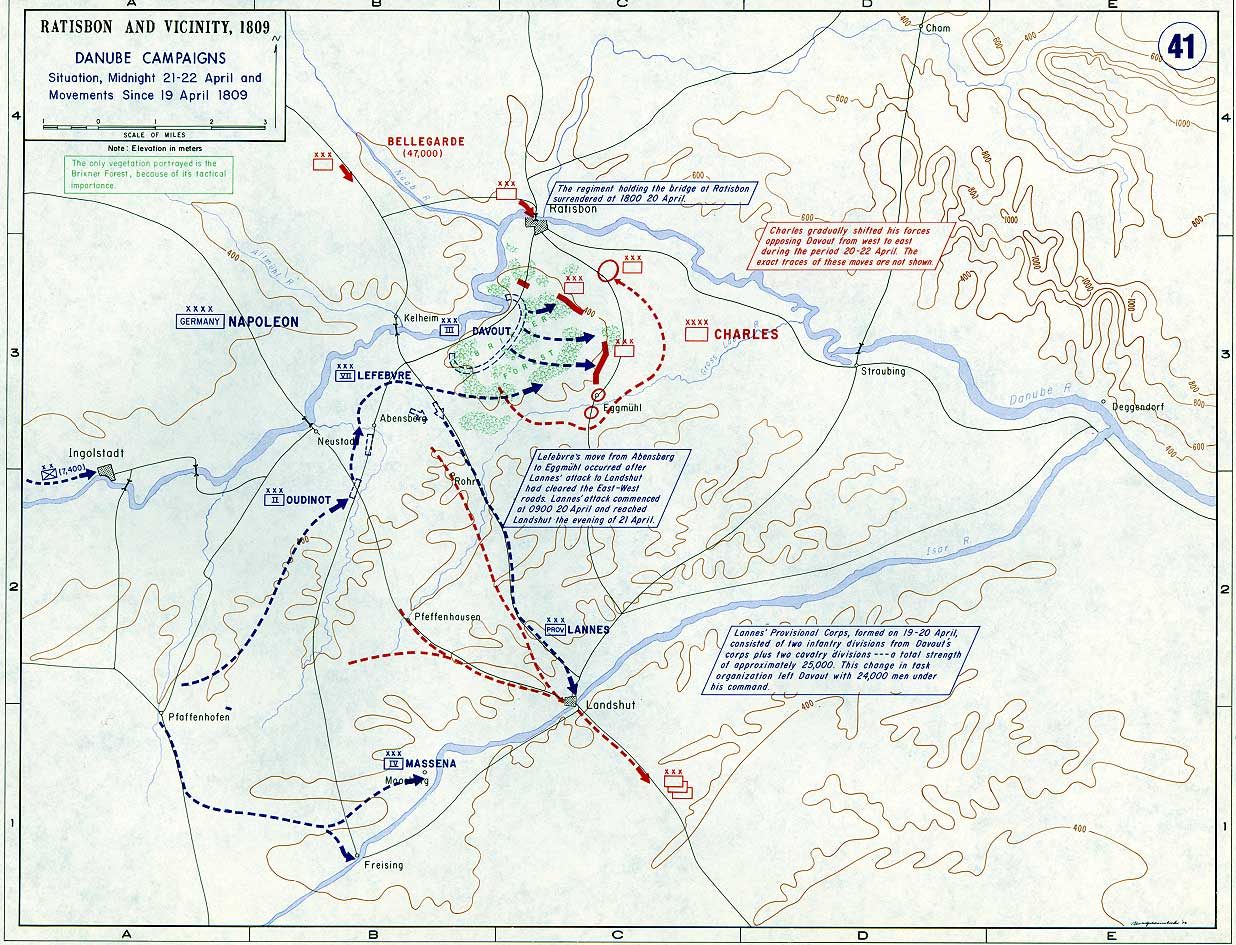
Position der beiden Armeen am 21. April

Am frühen Morgen des 20. April befahl Kaiser Napoleon dem soeben aus Spanien eingetroffenen Marschall Lannes den Angriff auf den rechten österreichischen Flügel bei Abensberg in Richtung Rohr und unterstellte ihm dazu als neues Armeekorps die drei Divisionen von Davout, die am Tag zuvor aus Regensburg bei Arnhofen eingetroffen waren. Zu Ablenkung sollte Marschall Davout mit dem ihm verbliebenen Truppen die Österreicher an der Großen Laaber bei Hausen und Dünzling so lange „festhalten“, bis der Angriff der Hauptarmee auf Rohr vollendet war. Marschall Massena, der noch bei Pfaffenhofen an der Ilm stand, trug er auf, so schnell wie möglich Landshut zu erreichen, um dort den Österreichern den Rückzug abzuschneiden. Napoleon plante somit eine Wiederholung des Feldzuges von Ulm 1805 (siehe Schlacht von Ulm) in noch größerem Maßstab.

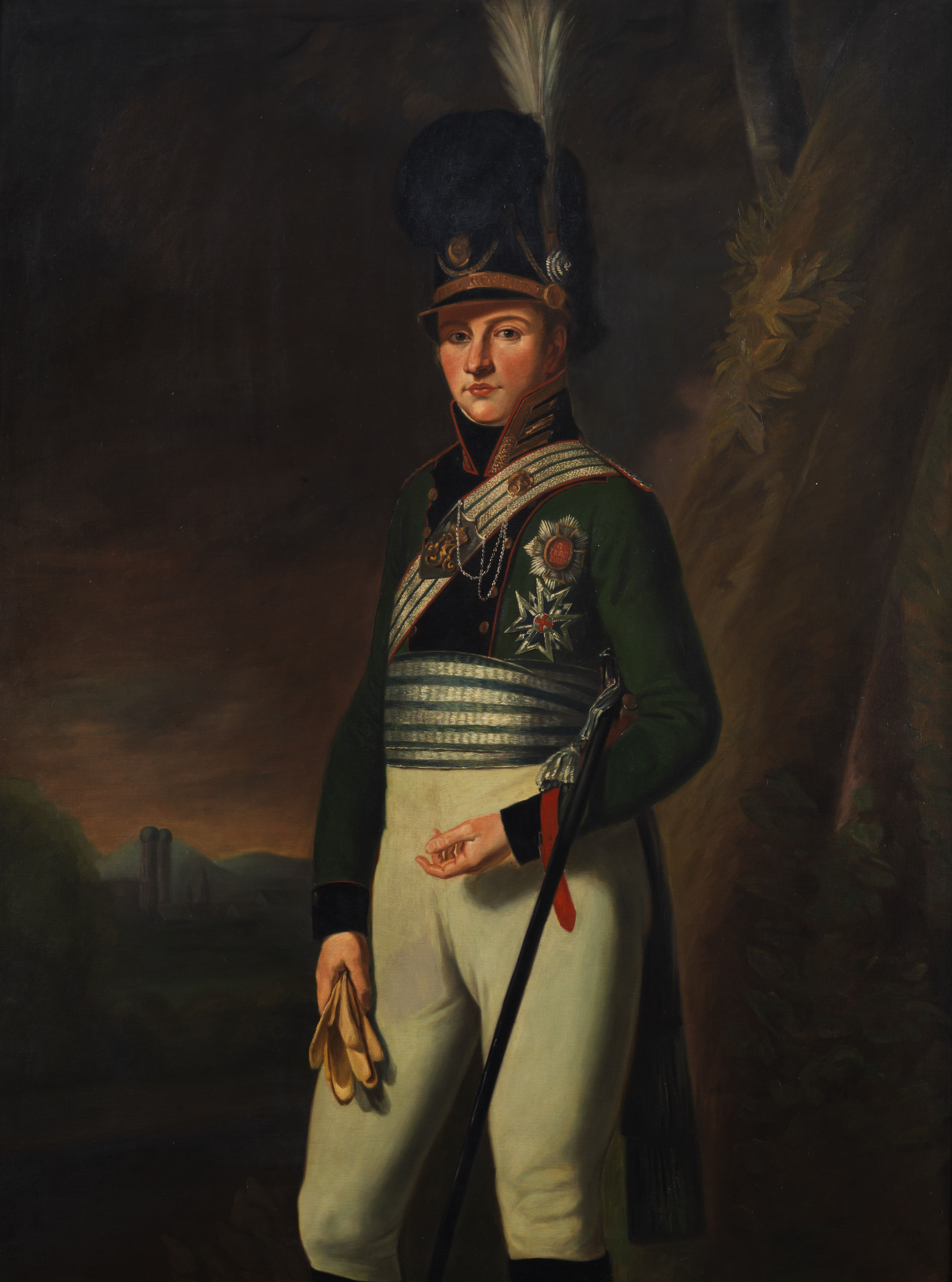
Kronprinz Ludwig von Bayern (1807). Während des Feldzugs von Regensburg 1809 als Divisionsgeneral Kommandeur der bayerischen 1. Armee-Division. Gemälde eines unbekannten bayerischen Hofmalers 1807.

Um 9 Uhr gab Napoleon bei Abensberg für die rund 60.000 bei Abensberg bereitstehenden Soldaten das Signal zum allgemeinen Angriff (siehe Schlacht von Abensberg). Dabei griff ganz links Marschall Lannes von Arnhofen aus in Richtung Rohr an, neben ihm führte Napoleon persönlich die württembergische Division über Offenstetten ebenfalls in Richtung Rohr. Den rechten Flügel bildeten die drei bayerischen Divisionen, die unter Marschall Lefebvre in Richtung Kirchdorf und Siegenburg stürmen sollten. Ihnen gegenüber standen weitverteilt in einzelne Detachements zwischen Bachl, Siegenburg und Schweinsbach nur rund 24.000 Österreicher gegenüber, die hauptsächlich zum V. Armeekorps von Erzherzog Ludwig gehörten. Das VI. Armeekorps von FML Hiller (etwas über 20.000 Mann) befand sich auf dem Marsch von Mainburg nach Pfeffenhausen. Die fünf Bataillone, die Offenstetten besetzt hielten, mussten der gewaltigen Übermacht rasch weichen und auch die in Kirchdorf stehende Brigade Bianchi konnte sich nur eine Zeit lang halten. Um zwei Uhr nachmittags erreichten die Bayern Siegenburg, wo sich ein bald ein heftiger Kampf entwickelte. Als Erzherzog Ludwig gemeldet wurde, dass die Franzosen bereits Rohr passiert hätten und schon Rottenburg an der Laaber zustrebten, befahl er den Rückzug zunächst zum 2. Reservekorps bei Schweinbach und von dort auf die Höhen hinter Pfeffenhausen, wo er kurz nach 22 Uhr ankam.
Die Spitze des VI. Armeekorps von FML Hiller erreichte um acht Uhr morgens Niederhornbach bei Pfeffenhausen. Als er dann erfuhr, dass die Franzosen schon auf dem Weg nach Rohr seien, schickte er einen Teil seiner Truppen nach Rottenburg. Kaum hatte FML Vincent am Nachmittag mit zwei Brigaden die Stadt besetzt, als auch schon Marschall Lannes mit seinen zwei Divisionen vor der Stadt erschienen. Trotz der erheblichen französischen Überzahl konnten sich die Österreicher dort aber im Kampf um Rottenburg bis nach dem Einbruch der Dunkelheit behaupten. In der Nacht zog sich FML Hiller dann mit seinem ganzen Armeekorps über Türkenfeld nach Landshut zurück. Bei den Kämpfen zwischen Abensberg und Rottenburg betrugen die erlittenen österreichische Verluste rund 7000 Mann. Die Truppen, mit denen Kaiser Napoleon am Morgen seinen Angriff bei Abensberg begonnen hatte, biwakierten in dieser Nacht an der Großen Laaber zwischen Alzhausen und Pfeffenhausen. Jedoch wurde der Ort bereits nach einem kurzen Gefecht beim Anbruch der Dunkelheit von bayerischen Truppen (der Division Wrede) besetzt. Marschall Massena aber erreichte in der Nacht mit seinem Korps erst Freising, so dass der Weg für FML Hiller über die Isarbrücken bei Landshut offen blieb. Durch dessen Rückzug in Richtung Südosten zur Isar wurde die österreichische Armee jedoch in zwei Teile getrennt.
Entsprechend der Anweisungen von Kaiser Napoleon erneuerte Marschall Davout am Morgen östlich von Hausen den Angriff auf die österreichischen Positionen. Aber schon kurz nach Beginn der französischen Angriffe auf die Höhen bei Dietenhofen zog sich auf Befehl des Erzherzogs-Generalissimus ein Teil des Armeekorps von Prinz Hohenzollern nach kurzem Gefecht bei Leierndorf über die Große Laaber zurück und bezog auf Höhen östlich des Flusses eine neue Position. Ein anderer Teil zog sich auf die Höhen westlich von Langquaid zurück und zog sich erst am Abend über die Große Laaber zurück, als französischen Truppen von Rohr her heranzogen. Während des ganzen Tages unternahmen die Österreicher keinen ernsthaften Versuch, die Truppen von Davout anzugreifen.
Erzherzog Karl, der ohne genaue Kenntnis von der schwierigen Lage bei Abensberg war, hatte in der Nacht sein Quartier in Eglofsheim (Alteglofsheim) südlich von Regensburg bezogen und richtete tagsüber am (20. April) sein hauptsächliches Interesse auf Regensburg, denn der Besetzung der Stadt war aus seiner Sicht entscheidend für den Kontakt mit den beiden Armeekorps nördlich der Donau war. Daher beorderte er am Vormittag das (verstärkte) I. Reservekorps unter Fürst Lichtenstein nach Regensburg, um die große von Stadtmauern geschützte Stadt auf dem rechten Donauufer einzuschießen. Anschließend wurde der französische Kommandant der Stadt, Colonel Coutard, aufgefordert sich zu ergeben, was dieser nach der ihm gewährten vierstündigen Bedenkzeit akzeptierte und Regensburg und die Stadt am Hof an die Österreicher übergab. Dadurch war endlich eine freie Verbindung zwischen den beiden Armeekorps in der Oberpfalz und der österreichischen Hauptarmee von Erzherzog Karl hergestellt.

### 21. April: Landshut
Am Morgen des 21. Aprils wusste auch Kaiser Napoleon nicht genau, wo die Hauptarmee des Feindes eigentlich stand und er vermutete sie sowohl in Regensburg, Straubing oder in Landshut. Da der Feind bei Abensberg letztlich sehr viel schwächer gewesen war als eigentlich erwartet, beorderte er das Armeekorps von Marschall Lefebvre (d. h. die bayerischen Truppen) zu Marschall Davout, der noch immer bei Hausen stand. Mit dem Rest nahm er die Verfolgung der beiden sich in Richtung Landshut zurückziehenden österreichischen Armeekorps auf. Zu diesem Zeitpunkt wusste der österreichische Generalissimus noch nichts vom Schicksal seiner beiden Armeekorps bei Abensberg und befahl daher zunächst die Wiederaufnahme der geplanten Operation in Richtung Eichstätt.
In den frühen Morgenstunden erreichte das österreichische Armeekorps von Hiller, das die ganze Nacht marschiert war, Landshut. Nur wenig später kam unglücklicherweise auch Erzherzog Ludwig aus Pfeffenhausen dort an. Wie üblich folgten den vorausmarschierenden Kampftruppen die langen Kolonnen der Pferdefuhrwerke mit Munition, Lebensmitteln und anderen Versorgungsgütern und wollten nun praktisch gleichzeitig über die Isarbrücke und durch die Stadt fahren. Doch schon kurz darauf erschien auch Kaiser Napoleon mit vier Infanteriedivisionen nördlich der Stadt und deren Artillerie machte aus den zahlreichen Fuhrwerken und durchgehenden Pferden, die den Fluss überqueren wollten, in kurzer Zeit einen brennenden Trümmerhaufen, durch den die österreichischen Truppen, welche die Stadt bereits durchschritten hatten, sich kaum einen Weg bahnen konnten, um zurückzukehren und entlang der Isar eine Verteidigungslinie aufzubauen. Nach einer heftigen Kanonade und einem längeren Kampf erstürmten die Franzosen schließlich die Vorstadt links der Isar und die Brücke über den Fluss. Anschließend kam es zu einem heftigen Kampf in den Straßen von Landshut, bei dem die Österreicher trotz ihrer Unterzahl hartnäckig so lange standhielten, bis ihre Artillerie und der Rest der Wagen die Höhen südlich der Stadt erreicht hatten. Danach befahl FML Hiller die Räumung der Stadt, in der die Österreicher rund 5000 Tote, Verwundete und Gefangene zurücklassen mussten (siehe Schlacht von Landshut). Da fast zeitgleich auf dem rechten Ufer auch das Armeekorps von Massena von Moosburg her Landshut erreichte (ebenfalls mit vier Divisionen), sah sich Hiller gezwungen, sich direkt bis jenseits des Inns bei Alt-Ötting zurückzuziehen.

### 22. April: Eggmühl
Nachdem Napoleon den linken Flügel der Österreicher zurückgeschlagen hatte, konnte er seine ganze Aufmerksamkeit der Armee von Erzherzog Karl zuwenden. Daher befahl er noch vor Tagesanbruch den Abmarsch seiner Truppen von Landshut über Ergoldsbach nach Eggmühl an der Großen Laaber. Dort standen die Truppen der Marschälle Davout und Lefebvre eng konzentriert zwischen Schierling an der Großen Laaber bis Dünzling. Ihnen gegenüber waren die beiden österreichischen Armeekorps Prinz Hohenzollern und Fürst Rosenberg aufmarschiert. Schon am Nachmittag des 21. April hatte der österreichische Generalissimus, Erzherzog Karl, das Korps von Fürst Lichtenstein nach Weillohe entsandt, wo es am späten Abend ankam. Rechts daneben (aus österreichischer Sicht) sollte dann am nächsten Morgen das Armeekorps von Kollowrat, das er über die Donaubrücke von Regensburg herbeigerufen hatte, entlang der Donau weiter nach (Bad) Abbach marschieren. Damit begann der Erzherzog am Vormittag des 22. Aprils mit der Umfassung der französischen Truppen südlich von Regensburg. Diese Umfassungsbewegung verstärkte er noch dadurch, dass er auch einen Teil des Armeekorps von Prinz Hohenzollern weiter nach Westen vorgehen ließ. Nach dem Beginn dieses Manövers blieb allerdings nur noch das Korps von Fürst Rosenberg an der Großen Laaber bei Eggmühl zurück. Nach der Ankunft des Armeekorps von Kollowrat besaß die österreichische Armee südlich von Regensburg eine Stärke von 72.000 Mann Infanterie und 8.500 Mann Kavallerie.

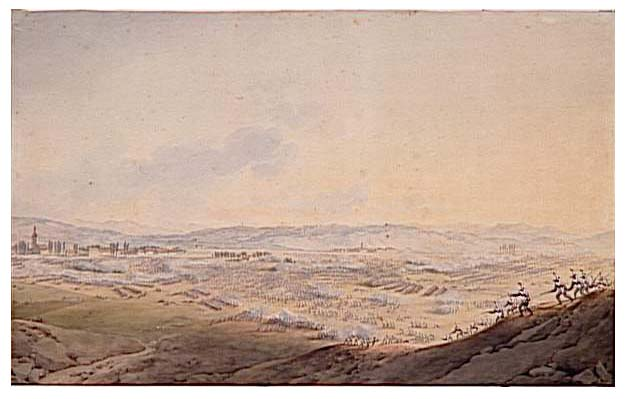
Schlacht von Eckmühl gegen sechs Uhr abends. Gemälde von Bagetti Giuseppe Pietro (1764–1831)

Obwohl die Soldaten von Kollowrat die ganze Nacht marschiert waren, dauerte ihr Aufmarsch über die Brücke durch Regensburg und dann entlang der Donau bis Mittag. Ehe der weit ausholende österreichische Aufmarsch jedoch endlich zur Geltung kam, erschien kurz nach Mittag bei Buchhausen, an der Chaussee nach Landshut südlich von Eggmühl, überraschend Kaiser Napoleon mit einer Armee von 65.000 Mann. Zu den Truppen, die der Kaiser aus Landshut heranführte, war unterwegs noch das Armeekorps von General Oudinot gestoßen. Zusammen mit Napoleon kamen daher an die Große Laaber die Armeekorps von Lannes, Massena und Oudinot, ein Teil der schweren Kavalleriereserve unter Marschall Bessières, der größte Teil der Württemberger unter Vandamme, ein großer Teil der bayerischen Kavallerie sowie ein Teil der bayerischen Division Wrede. Fürst Rosenberg, der bei Eggmühl nur über 16.000 Mann verfügte, sah sich daher plötzlich einem vierfach stärkeren Gegner gegenüber und zog sich deshalb langsam auf die Höhen (den Laimberg) nördlich von Laichling zurück, von wo aus man die Chaussee nach Regensburg gerade noch unter Feuer nehmen konnte. Dort verteidigte er dann nach zwei Seiten gleichzeitig mehr als drei Stunden lang erfolgreich seine Schlüsselstellung und suchte dadurch den Vormarsch der französischen Armee möglichst lange zu verzögern (siehe Schlacht von Eggmühl).
Der Aufmarsch des rechten österreichischen Flügels hatte zwischen zwölf und ein Uhr eine Linie erreicht, die etwa von Peising über Weillohe nach Luckenpaint reichte, als Erzherzog Karl Meldung von der Ankunft des französischen Kaisers erhielt. Der österreichische Generalissimus, der bis dahin Napoleon bei Landshut vermutet hatte, brach daraufhin sofort seinen Vormarsch ab, da ihm klar war, dass Napoleon geradewegs dabei war, ihm in den Rücken zu fallen. Aus diesem Grund befahl er kurz darauf den Rückzug seiner gesamten Armee auf die Höhen südlich von Regensburg (etwa auf eine Linie zwischen Burgweinting und Pentling). Fürst Rosenberg erhielt den Befehl, sich sofort möglichst ohne Kampf über (Alt-)Eglofsheim dorthin zurückzuziehen, was für diesen aber nicht mehr so einfach war, da er bereits in einen schweren Kampf verwickelt war. Als Marschall Davout die ersten Rückzugsbewegungen der österreichischen Truppen bei Luckenpaint bemerkte, ließ er sofort seine Truppen zum Angriff vorgehen, wurde aber durch eine Attacke der österreichischen Kavallerie wieder zurückgeworfen. Bis zum Abend zogen sich die österreichischen Armeekorps, gedeckt von ihrer jeweiligen Nachhut, langsam auf die ihnen vorgegebenen Positionen auf den Höhen südlich von Regensburg zurück.
Währenddessen marschierte nach einer relativ kurzen Umgehung der österreichischen Positionen bei Oberlaichling die französische Vorhut östlich von Eggmühl im Rücken der Armee des Erzherzogs zunächst ungehindert weiter auf der großen Chaussee in Richtung Regensburg, bis sie bei Köfering (etwa 12 km südöstlich von Regensburg) auf die dort wartenden österreichische Reserven traf, die den Kampf annahmen, obwohl sie wesentlich schwächer waren als die anmarschierenden französischen Divisionen. Als sie nach einiger Zeit schließlich weichen mussten, eilte die französische Kavallerie weiter bis Obertraubling, wo sie jedoch überraschend von der mittlerweile von Weillohe zurückgekommenen schweren Kavallerie von Fürst Lichtenstein angegriffen und zurückgeworfen wurde. Die nachfolgenden Kämpfe südlich von Regensburg endeten erst nach dem Einbruch der Nacht.
Am Vormittag war Erzherzog Karl mit 78 Bataillonen und 85 Schwadronen zur Schlacht aufmarschiert. Durch den überraschenden Angriff von Kaiser Napoleon bei Eggmühl, der die überraschten Österreicher praktisch schon in den Rücken traf, kamen praktisch nur die 10 ½ Bataillone des Armeekorps von Fürst Rosenberg sowie insgesamt 29 Schwadronen zum Einsatz. Insgesamt verloren an diesem Tag die Österreicher südlich von Regensburg etwa 6000 Tote, Verwundete und Gefangene. Die französischen Verluste waren jedoch nur unwesentlich niedriger.

### 23. April: Regensburg

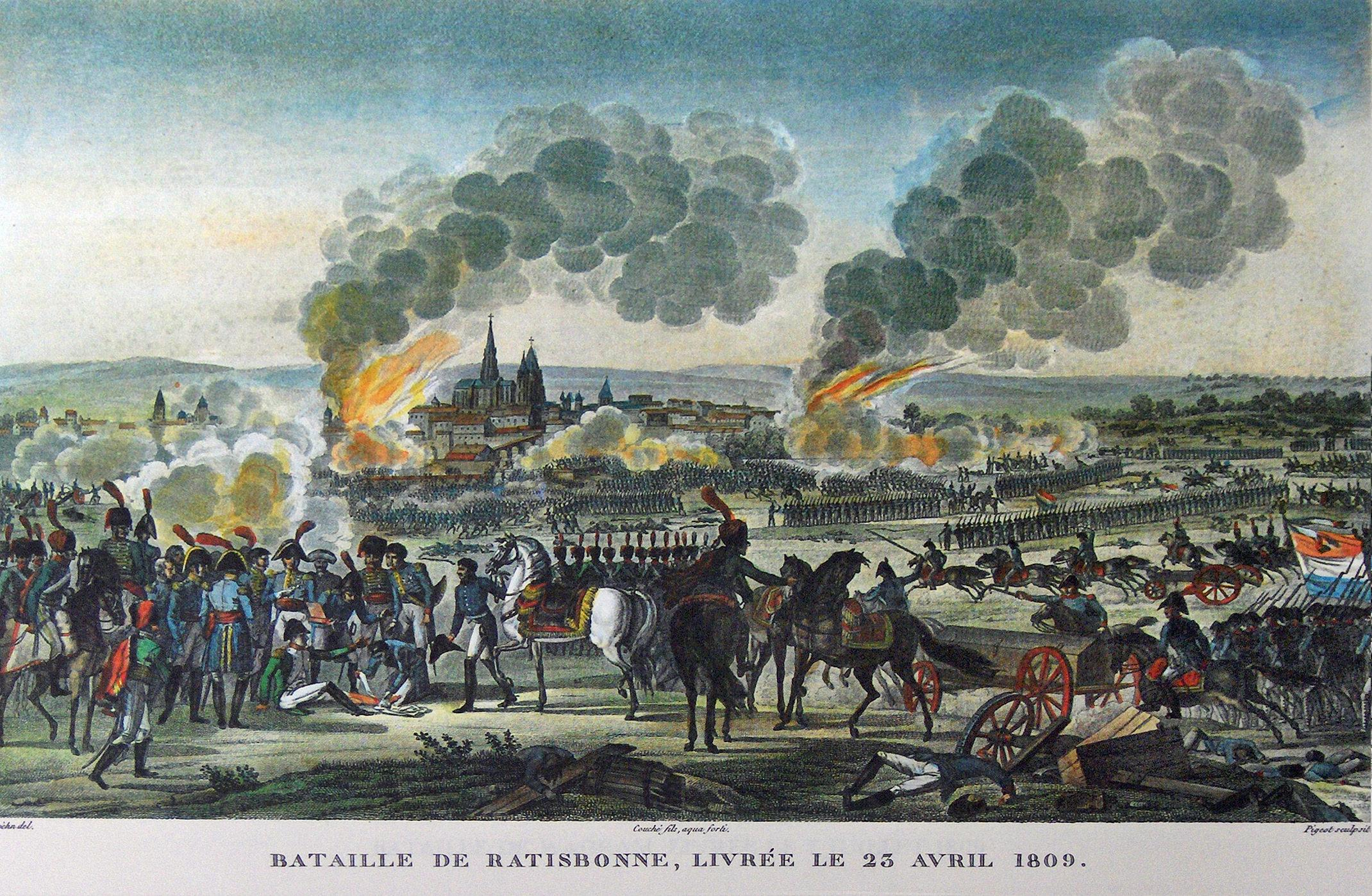
Erstürmung von Regensburg. Versorgung des leicht verletzten Kaisers Napoleon. Lithographie von Antoine Antoine Charles Horace Vernet (1758–1836) und Jacques François Swebach (1769–1823)

Bereits in der Nacht vom 22. auf den 23. April ordnete Erzherzog Karl in Regensburg den Rückzug über die Donau an und ließ dazu alle notwendigen Vorbereitungen treffen. Festgelegt wurde die genaue Reihenfolge des Abzugs, um die Überquerung der einzigen Brücke, der Steinernen Brücke, über die Donau möglichst reibungslos zu gestalten. Um den Übergang der Armee über die Donau zu beschleunigen, begannen im Morgengrauen österreichische Pioniere außerhalb der Stadt beim Ort Weichs mit dem Bau einer zusätzlichen Pontonbrücke aus den Booten und Kähnen, die man in Regensburg und Umgebung hatte auftreiben können. Aus demselben Grund, aber mit der erklärten Absicht, den zu erwartenden Abzug der Österreicher im Chaos enden zu lassen, ließ Kaiser Napoleon seine Truppen schon am frühen Morgen die österreichischen Positionen südlich der Stadt angreifen.
Es ging für die österreichische Seite an diesem Tag darum, den Übergang über die Donau zu decken, für die französische Seite, ihn möglichst zu verhindern. Daher überschritt bereits kurz vor neun Uhr, als die französische Kavallerie zum ersten Mal versuchte, die österreichischen Positionen zwischen Obertraubling und Burgweinting zu durchbrechen, das I. Reservekorps von Fürst Lichtenstein in dichtgedrängten Kolonnen die Pontonbrücke über die Donau. Im Verlauf der nächsten Stunde dehnten sich die Kämpfe über die gesamte „Südfront“ von Regensburg aus. Mit Hilfe ihrer vorzüglichen Kavallerie versuchte die österreichische Armee in den nächsten drei Stunden hartnäckig, die Franzosen so lange wie möglich am Eindringen in das Stadtgebiet von Regensburg durch das Peterstor zu hindern. Das gelang auch lange Zeit sehr gut, obwohl die französische Kavallerie über dreimal so viele Reiter verfügte. Während dieser Zeit überschritten das III. und IV. österreichische Armeekorps geordnet die beiden Brücken über die Donau. Zuletzt verließ auch das II. Armeekorps seine Positionen und marschierte zu den Brücken über die Donau. Erst jetzt zog sich auch die österreichische Kavallerie hinter den Schutz der südlichen Stadtmauern von Regensburg zurück. Auf den Wehrgängen der Stadtmauer verblieben nur noch wenige Bataillone und Batterien der Nachhut, um den Rückzug zu decken, bis der Rest der Armee das Nordufer der Donau und den dort verlaufenden Höhenzug der Winzerer Höhen erreicht hatte. In den mehr als dreistündigen Kämpfen südöstlich der Stadt verloren beide Seiten jeweils etwa 1000 Tote und Verwundete.

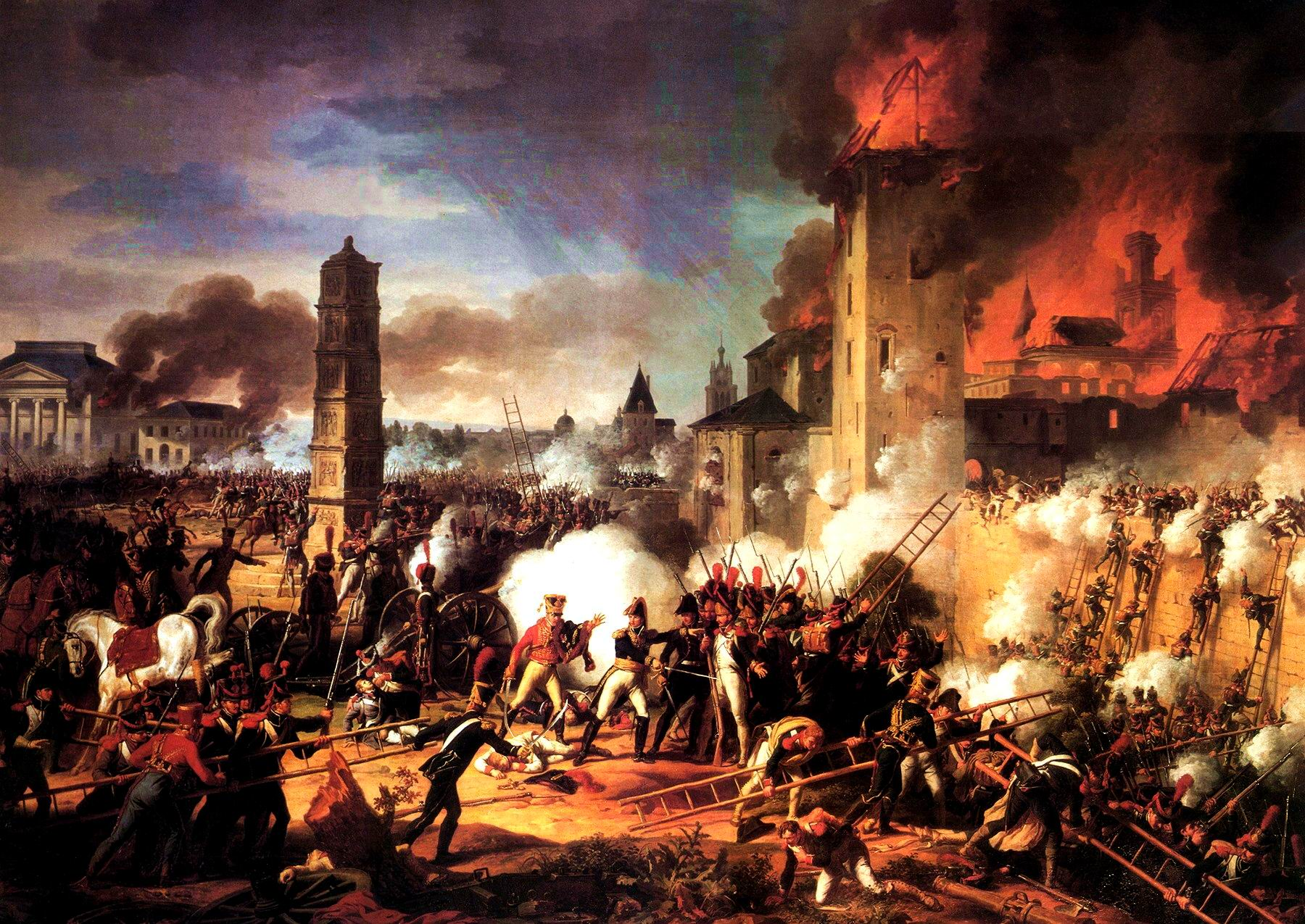
Die Erstürmung von Regensburg am 23. April, Gemälde von Charles Thévenin (1764–1838)

Erst mittags wurde die Pontonbrücke über die Donau von den die Stadtmauer bedrängenden französischen Truppen bemerkt und sofort unter heftiges Artilleriefeuer genommen, um den weiteren Übergang österreichischer Truppen über die Brücke zu unterbinden. Dennoch gelang es fast allen der noch südlich der Donau stehenden Truppen, die Brücke zu überqueren, bevor Pioniere Feuer an die Brücke legten und die Ankertaue kappten. In der Zwischenzeit ließ Kaiser Napoleon die südöstlichen Stadtmauern und die dahinter liegenden Gebäude mit der gesamten Artillerie beschießen. Durch die Beschießung gingen im Süden und Südosten der Stadt schon nach kurzer Zeit zahlreiche Häuser in Flammen auf. Bis zum nächsten Morgen brannten mehrere Kirchen, das Militär-Spital und 150 Wohnhäuser vollständig ab und noch wesentlich mehr wurden schwer beschädigt. Bis 18 Uhr hielten die Stadtmauer und das Peterstor dem Beschuss der französischen Artillerie stand und alle Versuche, den tiefen Stadtgraben zu durchqueren, scheiterten. Napoleon wurde deshalb immer ungeduldiger. Als er sich dem umkämpften Bereich der Stadtmauern annäherte, wurde er von einer „matten“ Gewehrkugel, getroffen d. h. von einer Kugel, die in großer Entfernung abgefeuert worden war und deshalb nur noch eine niedrige Geschwindigkeit besaß als sie ihn traf. Von allen Seiten stürzten Soldaten herbei und riefen ihm ihr Mitgefühl zu. Nachdem Ärzte der Garde die Quetschwunde am Fuß verbunden hatten, bestieg Napoleon unter dem Jubel der Soldaten wieder sein Pferd. Der geschilderte Vorfall fand nicht weit entfernt vom heutigen Standort des Kepler Monuments statt.
Mehrfach ließ Marschall Lannes den Versuch unternehmen, die Stadtmauern mit Leitern zu ersteigen, aber alle Versuche scheiterten an der heftigen Gegenwehr der Verteidiger. Gegen 19 Uhr brach schließlich unter dem Artilleriefeuer nahe dem Peterstor ein hinter dem Wall stehendes großes Haus zusammen. Die Trümmer stürzten in den Graben und verfüllten ihn zur Hälfte. Daraufhin gelang es den französischen Angreifern über die Mauerreste in die Stadt einzudringen. Die noch verbliebene österreichische Besatzung von rund 2000 Mann wurde vom Rückzug über die Steinerne Brücke abgeschnitten und musste sich ergeben. Die weiter in die Stadt vorrückenden französischen Truppen planten nun, die Donau über die Steinerne Brücke zu überqueren, um zu verhindern, dass sich die österreichische Armee am Nordufer der Donau wieder sammeln und festsetzen konnten. Zusammen mit den sich zurückziehenden österreichischen Truppen der Nachhut überquerten nachsetzende französische Truppen kämpfend die Steinerne Brücke und drangen in die Straßen von Stadtamhof vor, wo es vor allem entlang der Hauptstraße zu heftigen Kämpfen mit der österreichischen Nachhut kam. Der Rückzug der Nachhut wurde von der österreichischen Artillerie gedeckt, die sich auf halber Höhe des Höhenzugs der Winzerer Höhen auf dem heute Österreicherweg genannten Weg so aufgestellt hatte, dass die Hauptstraße von Stadtamhof gut beschossen werden konnte. Durch den Beschuss gerieten in der Nähe der Steinernen Brücke einige Häuser in Brand, wodurch sich kurz darauf mehrere in den Straßen stehengebliebene Pulverwagen entzündeten. Durch einen starken Wind angefacht, standen in kurzer Zeit zahlreiche Häuser zu beiden Seiten der Hauptstraße in Flammen und vernichteten bis Mitternacht 95 Wohnhäuser und eine Brauerei. Dabei kamen auch viele Einwohner der Stadt ums Leben.
Regensburg selbst wurde am Abend von der französischen Führung „zur Plünderung freigegeben“. Das geschah, obwohl die Stadt von dem Verbündeten Napoleons Karl Theodor von Dalberg regiert wurde. Nach dem Reichsdeputationshauptschluss von 1803 war das eigenständige Fürstentum Regensburg unter Fürstbischof Karl Theodor von Dalberg entstanden, das 1806 Mitglied im napoleonischen Rheinbund geworden war und erst 1810 an das Königreich Bayern überging. Begründet wurde die Freigabe zur Plünderung damit, dass die Stadt „im Sturm“ erobert worden war. Die plündernden Soldaten behinderten dabei nicht nur die Löscharbeiten, sondern legten wahrscheinlich eigene Brände und entrissen den Menschen ihre letzte Habe, die sie gerade eben vor den Flammen gerettet hatten. Durch die anfängliche Beschießung und die marodierenden Soldaten verloren viele Einwohner der Stadt ihr Leben.

## Folgen

### Militärische Folgen
Mit Hilfe einer improvisierten Abfolge von Gefechten gelang es Napoleon, in kurzer Zeit nicht nur den Vormarsch des österreichischen Heers zu stoppen, sondern es gelang auch, das österreichische Heer in zwei Teile zu spalten und beide Heeresteile in zwei unterschiedliche Richtungen auseinanderzutreiben. Anschließend waren beide Heeresteile zu schwach, um der dazwischen stehenden französisch geführten Armee der Rheinbund-Staaten zu widerstehen. Deshalb war die österreichische Armee gezwungen sich auf unterschiedlichen Wegen nach Österreich zurückzuziehen. Die Gefechte und Schlachten südlich von und in Regensburg waren eine wesentliche Vorentscheidung für den Ausgang des Krieges von 1809. Sie warfen die österreichische Armee binnen weniger Tage in ihre Ausgangspositionen zurück. Österreich verlor mit Bayern nicht nur eine vorgelagerte Operationsbasis, sondern erlitt auch eine politische Niederlage, die Wien jeder Hoffnung auf zusätzliche Verbündete beraubte. Die Niederlage führte zum Rückzug der österreichischen Truppen nach Wien. Die endgültige Niederlage in diesem Krieg folgte dann in der Schlacht bei Wagram.

### Folgen für Regensburg und Stadtamhof
Bei der Beschießung der von österreichischen Truppen besetzten südlichen Stadtmauern zwischen dem heutigen Dachauplatz im Osten und dem Peterstor im Westen wurden von der Artillerie der französisch geführten Rheinbund-Truppen alle Häuser in diesem Bereich der Stadt zerstört. Dieser Verlust umfasste nahezu ein Fünftel des gesamten Hausbestandes von Regensburg. Außerdem wurden mehrere kirchliche Gebäude durch den Beschuss französischer Batterien, durch Plünderungen und Feuersbrunst zerstört und beschädigt. Völlig verloren gingen das Klarissenkloster und das ehemalige Mittelmünster, das ab Ende des 17. Jahrhunderts als Jesuitenkloster und ab Ende des 18. Jahrhunderts als katholisches Priesterseminar genutzt wurde.
In Stadtamhof wurden bei Straßenkämpfen und durch Artillerie-Beschuss der österreichischen Truppen fast alle Häuser einschließlich der Kirche St. Mang komplett zerstört. Schwer beschädigt wurde das Katharinenspital und auch der als Schwarzer Turm, bezeichnete Wehrturm am Nordende der Steinernen Brücke, der dann im Folgejahr abgebrochen wurde. Napoleon, der am Nachmittag des 24. April 1809 mit den Schäden in Regensburg und auch in Stadtamhof konfrontiert wurde, versprach Entschädigung mit den Worten „Das bringt der Krieg mit sich; beruhigt euch, ich werde euch entschädigen.“ Die Entschädigungssumme in Höhe von 2 Millionen Francs wollte Napoleon im Friedensvertrag von Schönbrunn den Österreichern auferlegen, jedoch blieben Zahlungen aus. Ein Bittbrief des Regensburger Landesherren Karl Theodor von Dalberg an das Hauptquartier von Napoleon in Wien blieb ohne Antwort, führte aber dazu, dass die Summe vom Königreich Bayern übernommen werden musste, als 1810 Regensburg an Bayern angeschlossen wurde. Das Geld wurde so zögerlich ausbezahlt, dass Fürstbischof Dalberg große Summen aus seinem Privatvermögen spendete und sogar Kirchensilber einschmelzen ließ, um den Wiederaufbau zerstörter Häuser zu finanzieren. In den Folgejahren entstand mit Hilfe dieser Gelder auch die für Regensburg ungewöhnlich geradlinig verlaufende Maximilianstraße im südöstlichen Stadtbereich von Regensburg.

## Künstlerische Rezeption
Der englische Dichter Robert Browning schrieb ein Gedicht mit dem Titel Incident of the French Camp, in dem er einen (vermutlich fiktiven) Vorfall während der Schlacht schildert. Die Aufnahme des Gedichts in amerikanische Schulbücher sorgte für eine gewisse Bekanntheit der Stadt Regensburg unter den US-Soldaten des Zweiten Weltkriegs.